# (38060) 1999 CB61
1999 CB61 (asteroide 38060) é um asteroide da cintura principal. Possui uma excentricidade de 0.09382210 e uma inclinação de 2.36406º.
Este asteroide foi descoberto no dia 12 de fevereiro de 1999 por LINEAR em Socorro.